# Тимофеева, Евгения Дмитриевна
Евгения Дмитриевна Тимофеева (23 декабря 1911 — 13 июня 1992) — женщина-пилот советских военно-воздушных сил, а также первая женщина, пилотировавшая бомбардировщик Пе-2. Начала службу командиром эскадрильи в составе 587-го бомбардировочного авиационного полка, позже переименованного в 125-й гвардейский бомбардировочный авиационный полк имени Марины Расковой. Во время Второй мировой войны была повышена в звании до заместителя командира полка. К концу войны она совершила 45 боевых вылетов на Пе-2.

## Награды
Евгения Дмитриевна была за время службы была награждена:
- двумя Орденами Красного Знамени (1943 и 1945)
- Орденом Отечественной войны (1 степени — 1943 г .; 2 степени — 1985 г.)
- походными юбилейными медалями